# Flugplatz Mollis

i7
i11
i13
Der Flugplatz Mollis (ICAO-Code LSZM) ist ehemaliger Reduitflugplatz der Schweizer Luftwaffe bei Mollis im Schweizer Kanton Glarus. Er wird seit dem Jahr 2020 offiziell als ziviles Flugfeld betrieben.

## Geschichte
Am 3. April 1923 landete bei einem ersten Flugtag Walter Mittelholzer in Mollis. Seine Passagierflüge waren ein Publikumsmagnet. Anlässlich der Molliser Chilbi im Jahr 1929 fanden wiederum ein Flugtag statt wie auch nach dem Krieg in den Jahren 1946, 1948 und 1971.
Die Armee schloss 1935 mit der Gemeinde einen Benutzungsvertrag für 16 Hektaren Allmend. Im Sommer 1936 waren die Planierungsarbeiten beendet und als erste militärische Aktivität fand ein WK einer Fliegerkompanie statt. Im Jahr darauf wurde ein Hangar und eine Betankungsanlage erstellt.

C-35 Flugzeuge in Mollis

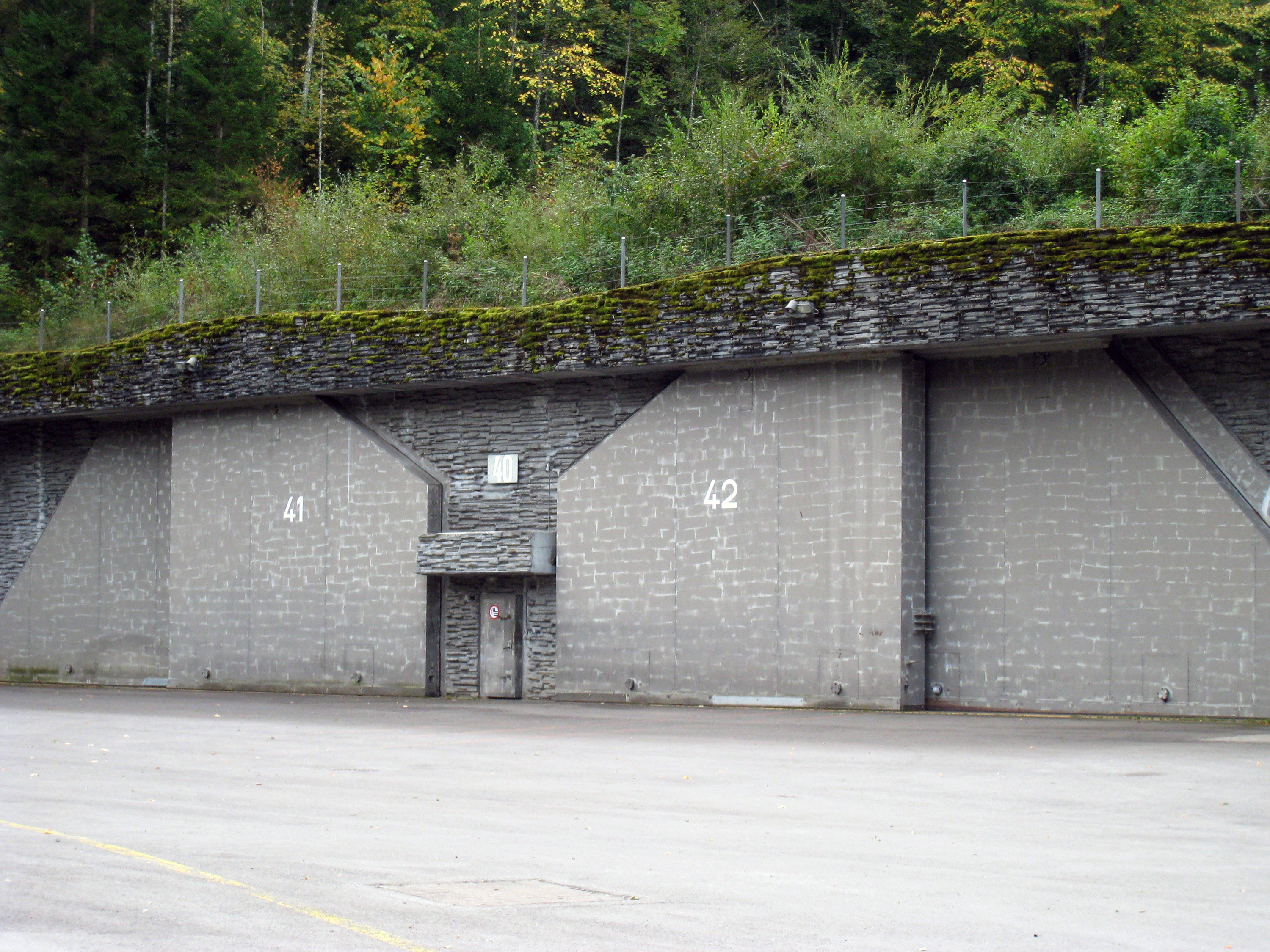
Flugzeugunterstand Feldbach

Am 2. September 1939 wurde die Fliegerkompanie 20 nach Mollis verlegt und Mollis blieb der Kriegsstandort der Staffel 20 bis zu deren Auflösung 1994. 1940 bis 1948 flogen von Mollis die Morane. 1942 wurde die Graspiste von 900 Meter auf 1100 Meter verlängert und im Jahr darauf durch eine 900 Meter lange Hartbelagpiste ersetzt. 7 ursprünglich vorne offene Flugzeugunterstände vom Typ U43 wurden ebenfalls erstellt. Bis zum Kriegsende kamen nur einige wenige der typischen Baracken hinzu.
Von 1949 bis 1955 flogen die Piloten der Staffel 20 nochmals ein Propellerflugzeug, die P-51 Mustang. Ab 1957 wurden für 20 Jahre Jet-Flugzeuge vom Typ De Havilland DH.112 Venom ab Mollis geflogen.
1958 wurde ein Treibstofflager in einer Felskaverne eingerichtet und die Pistenlänge im 1960 auf 1900 Meter verdoppelt. Zwischen 1969 und 1979 wurden zwei Doppel- und ein Einzelner der nun verbunkerten Flugzeugunterstände (Hardened Aircraft Shelter) gebaut.

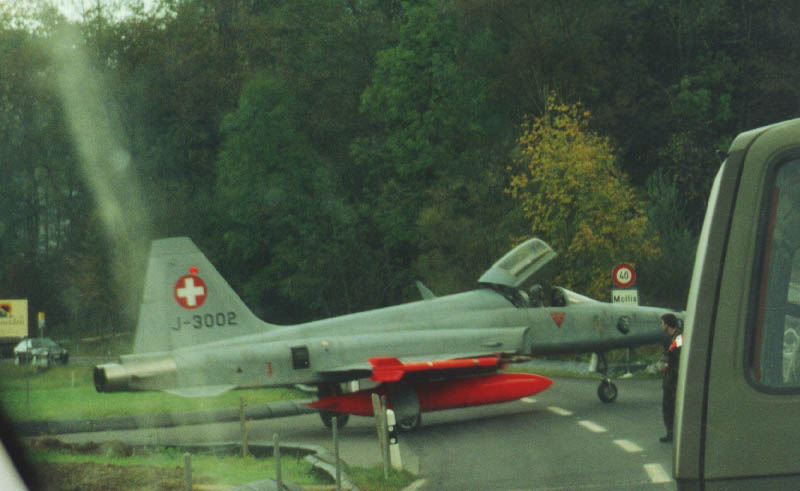
Jetbetrieb der Luftwaffe: Tiger F-5E überquert eine öffentliche Strasse in Richtung Flugzeugunterstand Feldbach

Der erste WK auf Hawker Hunter fand Ende September 1979 statt. Die Hunter-Ära in Mollis dauerte bis fast zur Stilllegung der Hunter-Flotte und Auflösung der Staffel 20 im Jahr 1994, der letzte WK wurde 1993 durchgeführt. 1994 bis 1999 flogen F-5E der Staffel 19. Die Kommandoeinrichtung für den Flugbetrieb befand sich in einer Kaverne im Berg. Nach 1999 war eine Lufttransporteinheit mit Super Pumas dort stationiert und 2004 wurde der Rückzug der Armee aus Mollis bekannt. 2007 fand der letzte Helikopter-Wiederholungskurs der Armee auf dem Flugplatz Mollis statt.
Schon im Jahr 1955 hatte die Fluggruppe Mollis, gegründet 1951, vom Militär die Erlaubnis zur Mitbenutzung erhalten. Die Segelfluggruppe Churfirsten durfte ab 1959 einen Militärunterstand benutzen; als Kriegsflugplatz wurde Mollis von der Armee nur wenige Wochen im Jahr belegt. Der Flugplatz war organisatorisch dem Militärflugplatz Dübendorf zugeteilt.
Ab 1972 war die Heli Linth am Flugplatz angesiedelt, die Basis diente ab 1974 auch der Schweizerischen Rettungsflugwacht. Ab Mitte der 1990er-Jahre leitete der Flugplatzverein Glarnerland ausserhalb der Militärbenutzungszeiten im Auftrag der armasuisse den Flugplatz Mollis als zivilen Flugplatz.

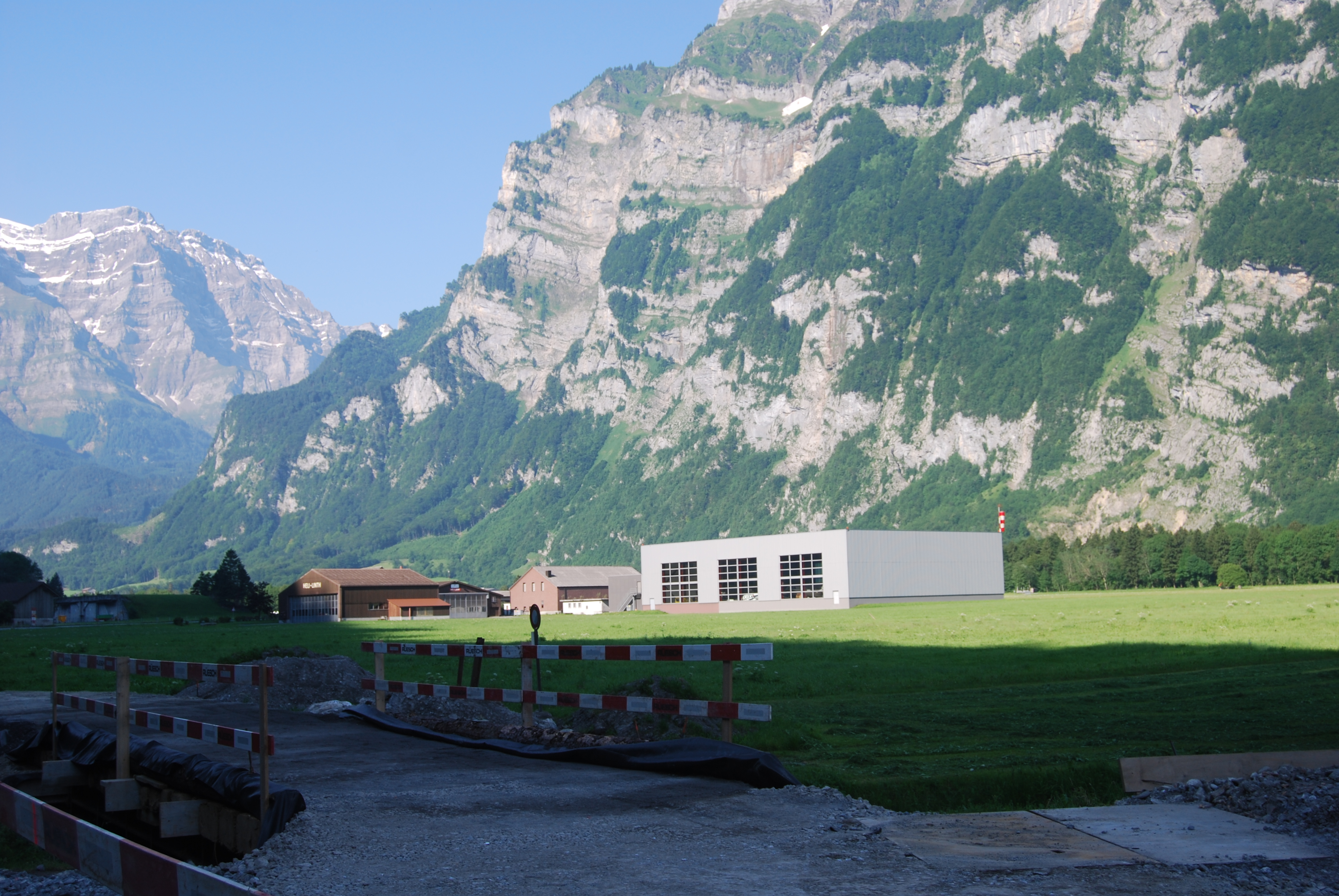
Gebäude von links braun Heli Linth und REGA, dann hellrot der historische Fliegertruppen-Hangar von 1937 sowie der graue moderne Hangar der Linth Air Service AG, es fehlt hier im 2010 noch der Marenco-Hangar (rechts anschliessend)

1996 feierte die Segelfluggruppe Glarnerland ihr 50-jähriges Bestehen mit einer internationalen Flugschau. 2003 wurde die Firma Linth Air Service AG gegründet. Linth Air Service baute einen grösseren modernen Hangar.
2008 wurde die Mollis Airport AG (MAAG) gegründet. Die MAAG wurde nach dem Kauf des Flugplatzes durch die Gemeinde Glarus Nord im Jahr 2018 die Flugplatzbetreiberin. Am 3. September 2020 traf vom Bundesamt für Zivilluftfahrt die Betriebsbewilligung ein, womit die Umnutzung vom Militärflugplatz zum zivilen Flugplatz abgeschlossen war und die Mollis Airport AG den Flugplatzverein definitiv als Betreiberin ablöste.
Im Jahr 2017 fand die Aufrichte des neuen Hangars der Marenco Swiss Helicopters statt. Seither hoben von Mollis die Prototypen des Kopter SH09 ab. Der Serienbau wird jedoch nicht wie ursprünglich geplant in Mollis stattfinden.
Der Marenco Hangar und nun auch Linth Air Service werden seit 2022 wie das nördlich davon angrenzende noch nicht überbaute Areal von einer neuen Zubringerstrasse erschlossen. Am südlichen Ende der Piste wurde eine neue Erschliessungsstrasse mit Brücke über die Linth eröffnet. Die alte Brücke nach Netstal wurde Ende November 2023 für den Autoverkehr grundsätzlich geschlossen. Diese Zufahrtsstrasse liegt auf der ehemaligen Pistenschwelle der nun verkürzten Piste 01.
Die Luftwaffe wollte laut einer Ankündigung im März 2025 auf den Flugplätzen Buochs, St. Stephan und Mollis in Zukunft bei Übungen «einige wenige Flüge» mit Kampfjets durchführen.

## Hunterverein und Flugshows

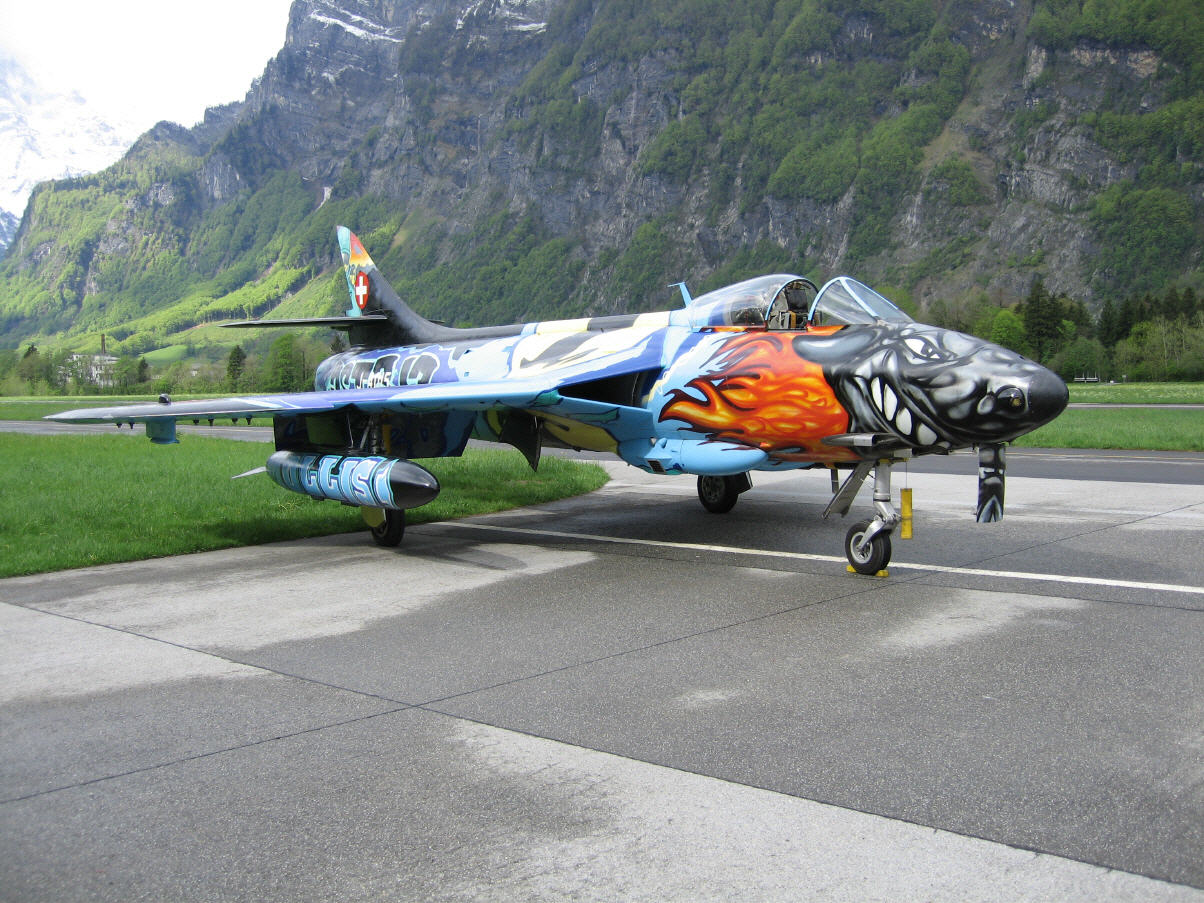
Graffiti Hunter des Hunterverein Mollis

Am 25. März 1996 wurde der Hunterverein Mollis gegründet. Dieser konnte das im Auftrag der Staffel 20 von Graffiti-Künstlern gestaltete Hunter Flugzeug Nummer J-4015 als Geschenk von der Luftwaffe übernehmen, nachdem sie den Treibstoff für den Überflug bezahlten und ihre Vereins-Statuten als Grundlage für einen Mietvertrag im Unterstand der Luftwaffe (ausserhalb des Eigenbedarfes) nachweisen. Schon vor der formellen Gründung des Vereins war 1995 Geld gesammelt worden. Im Gründungsjahr feierte die Segelfluggruppe das 50-jährige Bestehen und es fand eine kleine Flugschau statt. 2001 feierte die Motorfluggruppe Mollis ihre 50 Jahre mit einer „Flüügerchilbi“.
Im Jahr 2002 fand ein Anlass zum 10-Jährigen Bestehen des Patrouille-Suisse Fanclubs statt, der zu einer Flugschau mutierte mit Super Puma, F/A-18, C-3603, Morane D-3801, P-51D, B-25, Hunter, Vampire, Venom, Patrouille Suisse und Su-26 sowie Demonstration der Heli Linth.
Die „Air Mollis 2006“ brachte 9 Hunter Flugzeuge zusammen zum 55. Geburtstag des Hunters, wurde aber vom schlechten Wetter verfolgt; der Umfang überstieg nochmals die Flugschau von 2006 mit zusätzlich Spitfire, Breitling Team oder Comte AC-4. 2008 gab es ein Oldtimertreffen mit der Lockheed Super Constellation und im Jahr 2009 folgte die erste Show unter dem Namen Zigermeet, in Anlehnung an den Zigerschlitz. Schon 2010 folgte ein zweites, kleineres Zigermeet.

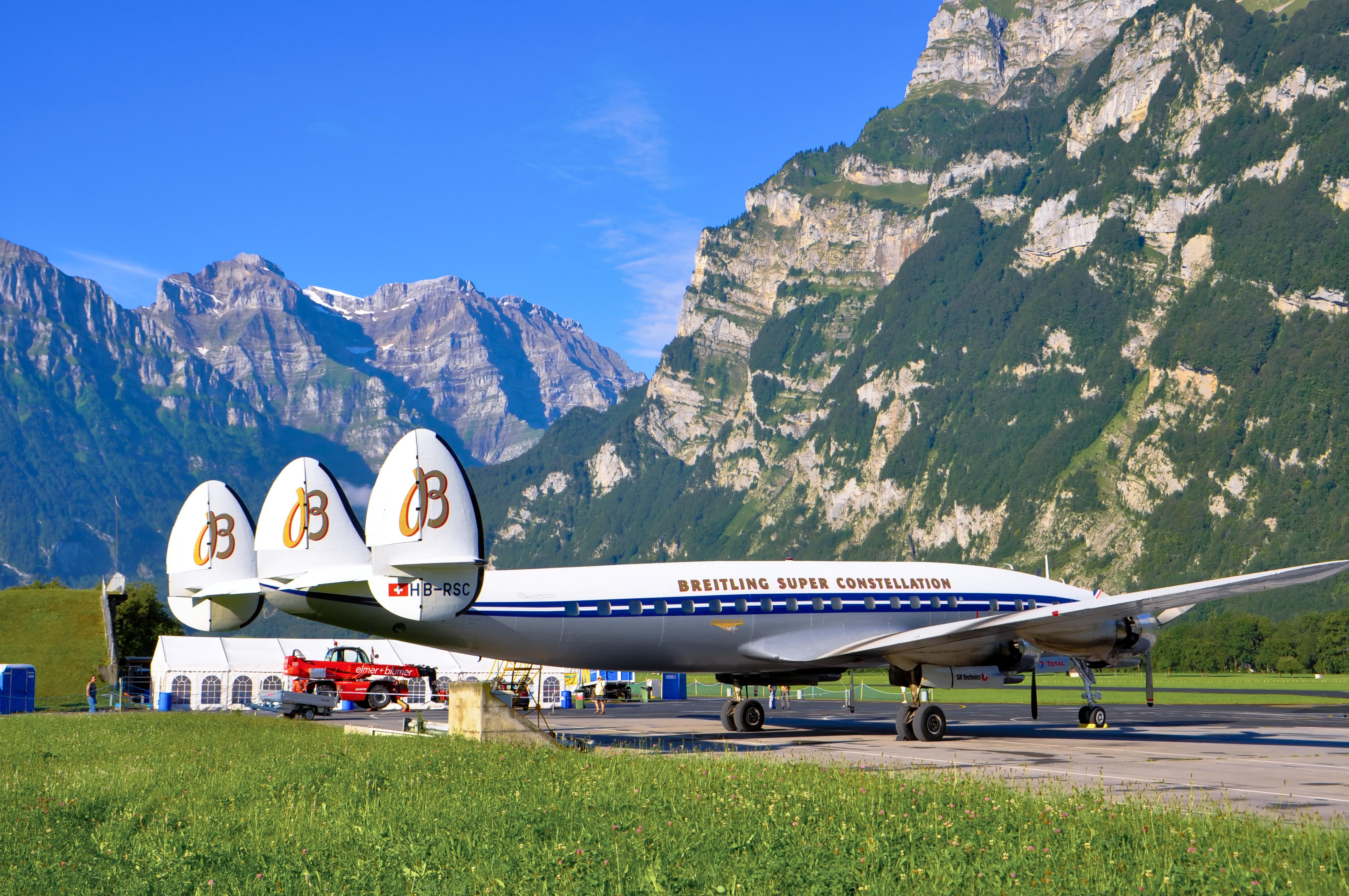
Breitling Super Constellation am Zigermeet 2011

2011 fand mit dem Zigermeet eine grosse Flugschau statt. Nach einer kleinen Show 2012 war das fünfte Zigermeet 2013 die grösste Flugshow in der Schweiz in diesem Jahr mit rund 20'000 Besuchern. 2016 folgte ein weiteres Zigermeet, welches wohl die grösste Airshow war, welche in Mollis veranstaltet worden war. An jenem Samstag kamen 25'000 Besucher nach Mollis.
Zur Organisation der zweitägigen Airshow von 2019 wurde unter der Schirmherrschaft des Hunterverein Mollis der neue Verein Zigermeet gegründet. Im Jahr der Show landete mit einer A-400M das grösste Flugzeug je in Mollis. Der Verein Zigermeet löste sich vom Hunterverein und organisierte 2023 eine grosse Airshow unter dem Namen ZigAirMeet.
Dazwischen hatte der Hunterverein sein 25-jähriges Jubiläum gefeiert mit einer kleineren Flugschau, die jedoch während der COVID-19-Pandemie eine der grössten Veranstaltungen der Schweiz gewesen war.

## Weitere Veranstaltungen
Auf dem Areal des Flugplatzes fanden und finden weitere Publikumsveranstaltungen und Fahrzeugtreffen statt, so zum Beispiel ein Porsche-Festival 2023 oder das Nordostschweizer Schwingfest 2023. 2025 erfolgt die Austragung des Eidgenössisches Schwing- und Älplerfests in Mollis, des grössten wiederkehrenden Sportereignisses und einem der grössten Volksfeste der Schweiz.